# 4652 Iannini
4652 Iannini è un asteroide della fascia principale. Scoperto nel 1975, presenta un'orbita caratterizzata da un semiasse maggiore pari a 2,6431960 UA e da un'eccentricità di 0,3120727, inclinata di 11,09612° rispetto all'eclittica.